# Горинхем
Горинхем (на нидерландски: Gorinchem), също така наричан Горкюм (на нидерландски: Gorkum) е град в Западна Нидерландия в провинция Южна Холандия. Общината покрива площ от 21,99 км², от които 3,04 км² са вода и към 31 май 2009 населението е 34 629 души, което включва и жителите на Далем.
Предполага се, че Горинхем е основан около 1000 г. като рибарско селище близо до устието на река Линге, а за пръв път се споменава в документ от 1224 г. През 1322 г. получава градски права.

## Известни личности
Родени в Горинхем
- Ян IV ван Аркел (1314 – 1360) (1314 – 1360), аристократ
- Никос Вертис (р. 1976), гръцки певец
- Френки де Йонг (р. 1997), футболист
- Йоханес ван Нееркасел (1625 – 1686), духовник

Починали в Горинхем
- Ян III ван Аркел (? – 1324), аристократ